# رجل ذو قفاز
رجل ذو قفاز هي لوحة زيتية رسمها تيتيان في عام 1520 على الأرجح، اللوحة حالياً ضمن مقتنيات متحف اللوفر في باريس.